# 薬祖神社 (東京都)
薬祖神社（やくそじんじゃ）は、東京都中央区日本橋室町にある神社。

## 概要
東京メトロ三越前駅の東方に鎮座しており、日本橋室町東地区開発によって、コレド室町の北隣りの区画に、2014年（平成26年）に社殿が建てられた福徳神社に続いて、2016年（平成28年）にその周囲に「福徳の森」が整備された際に併せて遷座された。

## 歴史
日本で医薬の祖神と言われている大己貴命と少彦名命の二神を祀っている水戸の大洗磯前神社、酒列磯前神社、東京上野の五條天神社を、日本橋本町の薬業界では参詣して崇敬してきたが、明治41年（1908年）から東京薬種貿易商同業組合（現・公益社団法人 東京薬事協会）が、東京上野の五條天神社から薬祖神の御霊を迎え大祭を執行するようになり、昭和4年（1929年）には事務所建物の屋上に薬祖神社（初代社殿）が造営された。
昭和58年（1983年）には昭和薬貿ビル屋上に第二代目の社殿が造営され、平成28年（2016年）9月28日に「福徳の森」に第三代目の薬祖神社が造営されて遷座した。
10月17日の例大祭は、勧請元の五條天神社宮司によって行われている。

## 祭神
- 大己貴命
- 少彦名命